# Tsybin RS
Il Tsybin RS (in cirillico Цыбин PC) era il progetto di un bombardiere strategico sviluppato in Unione Sovietica dall'OKB-256 di Pavel Vladimirovič Cybin nella seconda metà degli anni cinquanta. Ne venne ideata anche una variante da ricognizione, nota con il nome di Tsybin 2RS. I lavori sul bombardiere furono interrotti nel 1957, mentre quelli sul ricognitore costituirono la base per i mai realizzati Tsybin RSR ed S-30.

## Storia

### Sviluppo
All'inizio degli anni cinquanta, era chiaro che il trasporto di armi nucleari avrebbe richiesto l'utilizzo di piattaforme di nuovo tipo. Visto che i missili a lungo raggio erano ancora in fase di sviluppo, il sistema più idoneo apparve l'utilizzo di bombardieri strategici ad altissime prestazioni. Quindi, il 4 marzo 1954, Cybin si recò a Mosca per presentare una sua proposta relativa ad un aereo a reazione (Reaktivnyi Samolyot in russo, da cui, appunto, il nome RS) in grado di trasportare armi nucleari. Nelle intenzioni del progettista, il velivolo avrebbe dovuto essere spinto da statoreattori, e lanciato da un aereo-madre.
Nove mesi dopo, il 3 gennaio 1956, vennero approfonditi dettagli e costi preliminari del progetto. In questa occasione fu presentato anche il progetto del cosiddetto 2RS, ovvero della variante da ricognizione del bombardiere.
Nello stesso anno, il progetto relativo all'RS venne cancellato. Infatti, i rapidi progressi nel campo della missilistica (in particolare l'R-7 di Sergej Pavlovič Korolëv, che volò per la prima volta il 15 maggio 1957 e ricevette in Occidente il nome in codice NATO di SS-6 Sapwood) fornirono nuovi mezzi per il trasporto delle testate nucleari. Di conseguenza, si decise di concentrarsi sul ricognitore. La soluzione dell'aereo-madre, però, fu considerata troppo complicata. Secondo gli esperti, infatti, il velivolo sarebbe risultato troppo ingombrante, oltre che limitato dal punto di vista operativo. Quindi, si ritenne preferibile puntare su un aereo con reattori tradizionali e decollo a terra, anche se questo avrebbe comportato una significativa riduzione del raggio di azione. Lo sviluppo del nuovo aereo, che prese il nome di Tsybin RSR, fu autorizzato il 31 agosto 1956. I lavori sul 2RS vennero invece definitivamente interrotti nel 1957.

## Descrizione tecnica
I progetti dell'RS da bombardamento e del 2RS da ricognizione erano estremamente simili, e differivano solo per pochi particolari. Infatti, il secondo, che venne presentato nove mesi dopo, era in pratica una variante del primo.

### Tsybin RS
Il Tsybin RS era la versione base, da bombardamento. Dal punto di vista aerodinamico, aveva una configurazione brillante, praticamente identica a quella dell'Avro 730. I dati tecnici sono quelli inseriti in tabella. La fusoliera era di forma circolare, con l'ala sistemata piuttosto indietro. Le ali erano fornite di grandi flap, sistemati nei punti di raccordo con la fusoliera stessa, mentre erano presenti anche una coppia di canard a delta poste davanti alla cabina di pilotaggio ed un timone di coda. L'equipaggio era costituito da un solo elemento, che trovava posto in una cabina pressurizzata dotata di seggiolino eiettabile.
L'aereo-madre avrebbe dovuto essere un Tupolev Tu-95N. Lo sgancio doveva avvenire alla quota prevista di 9.000 metri. Dopo lo sgancio, l'RS avrebbe dovuto accelerare fino a velocità supersoniche spinto da due motori a razzo. Raggiunta la velocità richiesta, il pilota avrebbe attivato i due statoreattori RD-013. Questi erano di forma cilindrica, lunghi 5,5 metri e larghi 65 centimetri. Progettati dall'OKB-670 di Bondaryuk, avrebbero dovuto assicurare una velocità di crociera nell'ordine di Mach 2,8. Il progetto iniziale del 1955 prevedeva 16.500 kg di carburante, su un peso a vuoto di 5.200 kg. Tuttavia, successivamente questa quantità venne ridotta e portata a 15.600 kg. L'autonomia complessiva della combinazione Tu-95N-RS avrebbe dovuto raggiungere i 13.500 km.
Il carico bellico consisteva in una singola bomba atomica tipo 244N, del peso di 1.100 kg, che avrebbe dovuto essere caricata su un missile con ala a delta di caratteristiche tecniche ignote. L'unica raffigurazione sopravvissuta mostra che tale ordigno avrebbe dovuto essere attaccato dietro alla fusoliera.

### Tsybin 2RS
Il Tsybin 2RS era la variante da ricognizione, presentata nel gennaio 1956 ed ampiamente derivata dall'RS. Le dimensioni erano praticamente le stesse del modello precedente, tranne la lunghezza che era più corta di un metro. Il peso al decollo era diminuito (20.800 kg), mentre il peso a vuoto risultava quasi raddoppiato (9.030 kg). L'impianto propulsivo era il medesimo, ma la velocità era leggermente inferiore (2.700 km/h). L'autonomia del velivolo raggiungeva i 7.000 km.
Dal punto di vista tecnico, il 2RS si distingueva per l'assenza delle alette canard, sostituite da piani di coda riprogettati. Dietro di questi, era sistemato un paracadute di arresto. L'equipaggiamento da ricognizione avrebbe dovuto essere sistemato in un vano posto nella fusoliera davanti all'ala. Inoltre, i disegni sopravvissuti mostrano che anche per il 2RS era previsto l'imbarco di un ordigno nucleare. Nello specifico, si sarebbe dovuto trattare di una bomba a caduta libera, sistemata in un vano posto sotto la fusoliera, verso la coda del velivolo. L'ipotesi probabilmente rimase teorica, poiché l'utilizzo di questa soluzione avrebbe comportato un inaccettabile spostamento verso la coda del carrello di atterraggio principale.